# Kirill Premudrov
Kirill Premudrov (tiếng Belarus: Кiрыл Прамудраў; tiếng Nga: Кирилл Премудров; sinh 11 tháng 6 năm 1992) là một cầu thủ bóng đá Belarus. Tính đến năm 2017, anh thi đấu cho Dinamo Brest.